# Konstsim vid världsmästerskapen i simsport 2025 – Damernas tekniska parprogram
Damernas tekniska parprogram i konstsim vid världsmästerskapen i simsport 2025 avgjordes mellan den 18 och 21 juli 2025 i World Aquatics Championships Arena i Singapore.

## Resultat
Kvalet startade den 18 juli klockan 14:02. Finalen startade den 5 februari klockan 14:00.
Grön bakgrund betyder att konstsimmarna gick vidare till finalen
| Placering | Simmare                                           | Nationalitet         | Kval     | Kval      | Final            | Final            |
| Placering | Simmare                                           | Nationalitet         | Poäng    | Placering | Poäng            | Placering        |
| --------- | ------------------------------------------------- | -------------------- | -------- | --------- | ---------------- | ---------------- |
| 1         | Anna-Maria Alexandri Eirini-Marina Alexandri      | Österrike            | 305,1684 | 1         | 307,1451         | 1                |
| 2         | Lin Yanhan Lin Yanjun                             | Kina                 | 301,0933 | 2         | 301,4057         | 2                |
| 3         | Majja Dorosjko Tatiana Gajdaj                     | Neutrala idrottare B | 297,0033 | 3         | 300,2183         | 3                |
| 4         | Moe Higa Tomoka Sato                              | Japan                | 293,4950 | 4         | 295,6240         | 4                |
| 5         | Txell Ferré Lilou Lluis                           | Spanien              | 288,4774 | 5         | 287,3898         | 5                |
| 6         | Enrica Piccoli Lucrezia Ruggiero                  | Italien              | 279,0533 | 7         | 285,0441         | 6                |
| 7         | Daria Fedaruk Vasilina Chandosjka                 | Neutrala idrottare A | 262,8175 | 12        | 277,4267         | 7                |
| 8         | Fernanda Arellano Itzamary González               | Mexiko               | 278,6633 | 8         | 276,7307         | 8                |
| 9         | Darja Mosjynska Anastasija Sjmonina               | Ukraina              | 267,5208 | 10        | 273,4933         | 9                |
| 10        | Ghizal Akbar Jaime Czarkowski                     | USA                  | 265,7292 | 11        | 269,5409         | 10               |
| 11        | Anastasija Bajandina Romane Lunel                 | Frankrike            | 284,6158 | 6         | 254,9667         | 11               |
| 12        | Audrey Lamothe Ximena Ortiz                       | Kanada               | 271,6526 | 9         | 236,5825         | 12               |
| 13        | Klara Bleyer Amélie Blumenthal Haz                | Tyskland             | 261,1208 | 13        | Gick inte vidare | Gick inte vidare |
| 14        | Zoi Karangelou Sofia Malkogeorgou                 | Grekland             | 260,0175 | 14        | Gick inte vidare | Gick inte vidare |
| 15        | Lea Krajčovičová Žofia Strapeková                 | Slovakien            | 257,8766 | 15        | Gick inte vidare | Gick inte vidare |
| 16        | Arina Pushkina Yasmin Tuyakova                    | Kazakstan            | 249,1542 | 16        | Gick inte vidare | Gick inte vidare |
| 17        | Yvette Chong Debbie Soh                           | Singapore            | 243,6826 | 17        | Gick inte vidare | Gick inte vidare |
| 18        | Sabina Makhmudova Ziyodakhon Toshkhujaeva         | Uzbekistan           | 241,7117 | 18        | Gick inte vidare | Gick inte vidare |
| 19        | Georgia Courage-Gardiner Margo Joseph-Kuo         | Australien           | 241,6624 | 19        | Gick inte vidare | Gick inte vidare |
| 20        | Melisa Ceballos Estefanía Roa                     | Colombia             | 240,9567 | 20        | Gick inte vidare | Gick inte vidare |
| 21        | Zeina Amr Maryam Samer                            | Egypten              | 239,4892 | 21        | Gick inte vidare | Gick inte vidare |
| 22        | Soledad García Trinidad García                    | Chile                | 238,8183 | 22        | Gick inte vidare | Gick inte vidare |
| 23        | Blanka Barbócz Blanka Taksonyi                    | Ungern               | 238,2042 | 23        | Gick inte vidare | Gick inte vidare |
| 24        | Gabriela Regly Anna Veloso                        | Brasilien            | 235,3092 | 24        | Gick inte vidare | Gick inte vidare |
| 25        | Robyn Swatman Eve Young                           | Storbritannien       | 233,1983 | 25        | Gick inte vidare | Gick inte vidare |
| 26        | Tekla Gogilidze Nita Natobadze                    | Georgien             | 229,9192 | 26        | Gick inte vidare | Gick inte vidare |
| 27        | Korina Maretić Mia Piri                           | Kroatien             | 223,1858 | 27        | Gick inte vidare | Gick inte vidare |
| 28        | Julie Lewczyszynová Sofie Schindlerová            | Tjeckien             | 217,4508 | 28        | Gick inte vidare | Gick inte vidare |
| 29        | Agustina Medina Lucía Ververis                    | Uruguay              | 215,8466 | 29        | Gick inte vidare | Gick inte vidare |
| 30        | Ana Culic Thea Grima Buttigieg                    | Malta                | 214,5317 | 30        | Gick inte vidare | Gick inte vidare |
| 31        | Tiziana Bonucci María Carasatorre                 | Argentina            | 210,2050 | 31        | Gick inte vidare | Gick inte vidare |
| 32        | Cesia Castaneda Grecia Mendoza                    | El Salvador          | 204,3550 | 32        | Gick inte vidare | Gick inte vidare |
| 33        | María Ccoyllo Lía Luna                            | Peru                 | 201,0175 | 33        | Gick inte vidare | Gick inte vidare |
| 34        | María Alfaro Anna Mitinian                        | Costa Rica           | 200,0366 | 34        | Gick inte vidare | Gick inte vidare |
| 35        | Katherine Chu Hung Sze Ching                      | Hongkong             | 188,4642 | 35        | Gick inte vidare | Gick inte vidare |
| 36        | Hilda Tri Julyandra Talitha Amabelle Putri Subeni | Indonesien           | 185,7741 | 36        | Gick inte vidare | Gick inte vidare |
| 37        | Lam Cheng Tong Leong Hoi Cheng                    | Macao                | 172,9959 | 37        | Gick inte vidare | Gick inte vidare |
| 38        | Gabriela Batista Alejandra Molina                 | Kuba                 | 166,1010 | 38        | Gick inte vidare | Gick inte vidare |
| 39        | Aurelia Pretorius Rebecca Schenk                  | Sydafrika            | 150,4983 | 39        | Gick inte vidare | Gick inte vidare |